# Krewella
Krewella és un grup de música electrònica originari dels Estats Units format el 2007 per les germanes compositores i vocalistes Jahan Yousaf i Yasmine Yousaf. Anteriorment estava format també per "Rain Man" (Kristopher Trindl) però el 29 de setembre de 2014 va anunciar la seva separació total del grup. Els seus estils musicals són el brostep, dubstep i electro house. L'any 2014, es van ubicar al número 33 de l'enquesta duta a terme per la revista DJmag, escalant 11 posicions respecte l'any anterior. L'any 2015 es van ubicar al número 81 després del conflicte amb Trindl.

## Carrera musical
Van arribar a l'escena l'any 2011 amb la seva mescla característica d'electro-pop, dubstep i electro house. Després del llençament del seu EP Play Hard, el juny del 2012, el grup va aconseguir el número 1 a les llistes de Beatport. Poc després, el grup va llençar la seva cançó house "Alive". La cançó va aconseguir ingressar a les llistes de la revista Billboard aconseguint el número 32 al Hot 100. També va formar part de les llistes Pop Radio Airplay i Dance Radio Airplay, arribant al número 1 en aquesta última.
El desembre del 2012 van llençar l'EP "Play Harder" que contenia remescles de les cançons llençades anteriorment al seu EP "Play Hard".
Krewella ha encapçalat festivals de tot el món, incluint l'Ultra Music Festival, Electric Daisy Carnival, Tomorrowland, Stereosonic o Spring Awakening. Les actuaciones en directe del grup van guanyar el Premi Internacional de Música Dance de l'any 2012 en la categoria de "Millor Artista Revelació". Aquest mateix any, després d'una sèrie d'events retransmesos en directe durant l'Ultra Music Festival, la revista Billboard va declarar "Krewella serà enorme aquest any".
El setembre del 2013, van llançar el seu primer àlbum de llarga duració titulat Get Wet per la discogràfica Columbia Records. Pel llençament d'aquest àlbum van fer una gira per més de 50 destinacions. Un dels seus senzills a l'àlbum és "Live for the Night", que va arribar a la primera posició del Billboard Hot Dance Club Songs. El novembre del 2013, es va llençar la seva col·laboració amb el productor holandès de hardstyle Headhunterz, el senzill "United Kids of the World" que tenia com a concepte principal la lluita contra el bullying. El març del 2014, col·laboren en l'àlbum Drive de Gareth Emery en la cançó "Lights and Thunder". També en aquest mateix any col·laboren amb Tiësto en la cançó "Set Yourslef Free" inclosa a A Town Called Paradise
El setembre del 2014, es va anunciar la sortida de Trindl del grup. Posteriorment, aquest va demandar a les germanes Yousaf per una xiifra de cinc milions de dolars, alegant a que va ser injustament "expulsat" del grup.
Després de la sortida de Trindl del grup, les germanes Yousaf van treure el seu primer tema com a duet, "Say Goodbye", el 24 de novembre de 2014.
Poc després, l'estiu del 2015, van llençar el seu senzill "Somewhere to Run", que va ser presentat a l'Ultra Music Festival del mateix any.
El 29 d'abril es va llençar "Beggars", que seria inclòs en el proper àlbum d'estudi de Krewella.
Les germanes Yousaf van presentar el seu EP que es va titular Ammunition i es va llençar el 20 de maig de 2016. Pocs dies abans es va anunciar la seva nova gira "Sweatbox".
En una entrevista amb Gary Vee l'any 2017, les germanes van declarar que actualment estaven a l'estudi treballant en el seguiment de l'EP llençat l'any 2016, Ammunition. Des de llavors han llençat més teasers, com "Angels Cry", "Dead AF", "Team" i "Rise Up". "Team" va ser llençat més endavant com a senzill solitari el desembre, oferint un so pop més upbeat, que el que va aparèixer a Ammunition. Krewella va deixar intuir dues noves cançons al seu Snapchat mentre s'allotjaven a Sydney per la revetlla de Cap d'Any. Una d'elles es diu "Be There". Més teasers han estat llençats des de llavors, de fet hi ha quasi 11 cançons inèdites per complet. "Be There" s'hauria d'haver llençat a finals de març, finalment va ser llençat el 10 de maig de 2017. També van confirmar la seva pròpia discogràfica, anomenada Mixed Kids Records, amb "Be There" convertint-se en el seu primer llençament en aquesta. L'any 2017, Krewella es va associar amb el programa de dança-aptitud Zumba. Van fer una cançó anomenada "I Got This" pel seu nou programa STRONG, que implica exercicis amb música d'alta energia. Això encara no s'ha publicat, però es van publicar teasers a la pàgina STRONG d'Instagram. El 17 de maig, van actuar en un concert Zumba de fitness on van tocar una sessió mentre els instructors i assistents realitzaven un entrenament de ball. Aquí, van tocar una cançó anomenada "Thrilla", que també es va fer per a Zumba. Després del llençament d'un altre senzill el 31 de maig de 2017, anomenat "Love Outta Me", van llençar la primera part del seu EP de dos parts el 8 de juny de 2017. Més tard van anunciar el seu New World Tour amb un video d'Aladdin amb la cara de Yasmine sobre Jasmine i el rostre de Jahan apareixent en personatges aleatoris en totes parts. Krewella estima que New World Pt.2 serà llençat a principis de setembre, i definitivament abans del seu New World Tour.
L'any 2018 van publicar cançons especulades pels fans i representades en alguns festivals com "Alibi" o "Bad Liar" conjuntament amb caol·laboracions com "Gold Wings" i "Soldier" amb Shaun Frank i Jauz respectivament.
Durant l'any 2019 han tret dues cançons on no en són les principals protagonistes: "No Regrets" (amb KSHMR i Yves V) i "Ghost".

## Discografia
| TÍTOL                     | ARTISTES                                                  | ANY  | ÀLBUM                              |
| ------------------------- | --------------------------------------------------------- | ---- | ---------------------------------- |
| Killin' It                | Krewella                                                  | 2012 | Get Wet / Play Hard EP             |
| Play Hard                 | Krewella                                                  | 2012 | Play Hard EP                       |
| Can't Control Myself      | Krewella                                                  | 2012 | Play Hard EP                       |
| One Minute                | Krewella                                                  | 2012 | Play Hard EP                       |
| Feel Me                   | Krewella                                                  | 2012 | Play Hard EP                       |
| Come & Get It             | Krewella                                                  | 2012 | Get Wet                            |
| Alive                     | Krewella                                                  | 2013 | Get Wet                            |
| We Go Down                | Krewella                                                  | 2013 | Get Wet                            |
| We Are One                | Krewella                                                  | 2013 | Get Wet                            |
| Dancing With the Devil    | Krewella, Patrick Stump, Travis Baker                     | 2013 | Get Wet                            |
| Pass The Love Around      | Krewella                                                  | 2013 | Get Wet                            |
| Ring of Fire              | Krewella                                                  | 2013 | Get Wet                            |
| Human                     | Krewella                                                  | 2013 | Get Wet                            |
| This Is Not the End       | Krewella, Pegboard Nerds                                  | 2013 | Get Wet                            |
| Live for the Night        | Krewella                                                  | 2013 | Get Wet                            |
| Enjoy the Ride            | Krewella                                                  | 2013 | Get Wet                            |
| United Kids of the World  | Krewella, Headhunterz                                     | 2013 |                                    |
| Legacy                    | Krewella, Nicky Romero                                    | 2013 |                                    |
| Say Goodbye               | Krewella                                                  | 2014 |                                    |
| Lights and Thunder        | Gareth Emery, Krewella                                    | 2014 | Drive:Refueled (de Gareth Emery)   |
| Set Yourself Free         | Tiësto, Krewella                                          | 2014 | A Town Called Paradise (de Tiësto) |
| Somewhere to Run          | Krewella                                                  | 2015 |                                    |
| Love Song to the Earth    | Sean Paul, Paul McCartney, Bon Jovi, Krewella, Fergie,... | 2015 |                                    |
| Can't Forget You          | Krewella                                                  | 2016 | Ammunition                         |
| Ammunition                | Krewella                                                  | 2016 | Ammunition                         |
| Surrender The Throne      | Krewella                                                  | 2016 | Ammunition                         |
| Marching On               | Krewella                                                  | 2016 | Ammunition                         |
| Beggars                   | Krewella, Diskord                                         | 2016 | Ammunition                         |
| Broken Record             | Krewella                                                  | 2016 | Ammunition                         |
| Superstar                 | Pegboard Nerds, NGHTMRE, Krewella                         | 2016 |                                    |
| Team                      | Krewella                                                  | 2016 | New World Pt. 1                    |
| Love Outta Me             | Krewella                                                  | 2017 | New World Pt. 1                    |
| New World                 | Krewella, Yellow Claw, Taylor Bennett                     | 2017 |                                    |
| Dead AF                   | Krewella                                                  | 2017 |                                    |
| Alarm                     | Lookas, Krewella                                          | 2017 | Lucid EP (de Lookas)               |
| Ain't That Why            | R3hab, Krewella                                           | 2017 |                                    |
| Be There                  | Krewella                                                  | 2017 | New World Pt. 1                    |
| Calm Down                 | Krewella                                                  | 2017 | New World Pt. 1                    |
| TH2C                      | Krewella                                                  | 2017 | New World Pt. 1                    |
| Fortune                   | Krewella, Diskord                                         | 2017 | New World Pt. 1                    |
| Parachute                 | Krewella                                                  | 2017 | New World Pt. 1                    |
| New Word                  | Krewella, Yellow Claw, VAVA                               | 2018 |                                    |
| Alibi                     | Krewella                                                  | 2018 |                                    |
| Bitch of the Year         | Krewella                                                  | 2018 |                                    |
| Runaway                   | Krewella                                                  | 2018 |                                    |
| Gold Wings                | Shaun Frank, Krewella                                     | 2018 |                                    |
| Bad Liar                  | Krewella                                                  | 2018 |                                    |
| Soldier                   | Jauz, Krewella                                            | 2018 |                                    |
| No Regrets                | KSHMR, Krewella, Yves V                                   | 2019 |                                    |
| Next Life                 | Adventure Club, Crankdat, Krewella                        | 2019 |                                    |
| Mana                      | Krewella                                                  | 2019 | zer0                               |
| Ghost                     | Krewella                                                  | 2019 | zer0                               |
| Good On You               | Krewella, Nucleya                                         | 2019 | zer0                               |
| Ain't That Why (Acoustic) | R3hab, Krewella                                           | 2019 |                                    |
| Greenlights               | Krewella                                                  | 2020 | zer0                               |
| zer0                      | Krewella                                                  | 2020 | zer0                               |
| Anxiety                   | Krewella, Arrested Youth                                  | 2020 | zer0                               |
| Paradise                  | Krewella, Asim Azhar                                      | 2020 | zer0                               |
| Like We                   | Krewella, Yung Baby Tate, Alaya                           | 2020 | zer0                               |
| Sissors                   | Krewella                                                  | 2020 | zer0                               |
| Martyr                    | Krewella                                                  | 2020 | zer0                               |
| Overboard                 | Krewella                                                  | 2020 | zer0                               |
| Goddess                   | Krewella, NERVO, Raja Kumari                              | 2020 |                                    |
| Rewind                    | Krewella, Yellow Claw                                     | 2020 |                                    |

| TÍTOL                                   | ARTISTES     | DATA DE LLENÇAMENT     |
| --------------------------------------- | ------------ | ---------------------- |
| Breathe (Krewella Remix)                | Skrillex     | 18 de desembre de 2011 |
| Fire Hive (Krewella 'Fuck on Me' Remix) | Knife Party  | 11 d'abril de 2012     |
| Rise & Fall (Krewella Remix)            | Zedd         | Febrer de 2013         |
| Alone Together (Krewella Remix)         | Fall Out Boy | 2013                   |

1. ↑  «Krewella». [Consulta: 17 novembre 2015].
2. ↑  «EDM Superstars Krewella Mired In Legal Mess Involving DJ's Newfound Sobriety».  The Hollywood Reporter. [Consulta: 30 setembre 2014].
3. ↑  «Krewella Bio, Music, News & Shows». Arxivat de l'original el 2013-04-20. [Consulta: 20 abril 2013].
4. ↑  Posiciones en el DJmag Top 100:

«Top 100 DJs 2013 / 44. Krewella» (en anglès). DJmag. Arxivat de l'original el 2019-05-06. [Consulta: 6 maig 2019].
«Top 100 DJs 2014 / 33. Krewella» (en anglès). DJmag. Arxivat de l'original el 2019-05-06. [Consulta: 6 maig 2019].
«Top 100 DJs 2015 / 81. Krewella» (en anglès). DJmag. Arxivat de l'original el 2019-05-06. [Consulta: 6 maig 2019].
5. ↑  «Krewella Dances Up the Hot 100 with 'Alive'».
6. ↑  [enllaç sense format] http://www.billboard.com/articles/columns/pop-shop/1554983/pop-shop-picks-pistol-annies-krewella-betty-who-more
7. ↑  [enllaç sense format] http://www.billboard.com/charts/2013-03-09/hot-dance-airplay
8. ↑  [enllaç sense format] https://web.archive.org/web/20130323015748/http://ultramusicfestival.com/artists/krewella
9. ↑  [enllaç sense format] https://web.archive.org/web/20131029190331/http://electricdaisycarnival.com/archive/edc_2012/Orlando/artist.php?id=262
10. ↑  [enllaç sense format] https://web.archive.org/web/20120822000920/http://www.stereosonic.com.au/artists/Krewella/
11. ↑  [enllaç sense format] https://web.archive.org/web/20130331024333/http://www.springawakeningfestival.com/news/view/spring-awakening-music-festival-announces-final-lineup
12. ↑  [enllaç sense format] http://wintermusicconference.com/events/idmas/
13. ↑  [enllaç sense format] http://www.dancingastronaut.com/2013/03/krewella-breaks-through-hype-at-ultra-2013-5-tracks-you-need-to-know/
14. ↑  [enllaç sense format] http://www.billboard.com/articles/columns/code/1554427/ultra-music-festival-weekend-2-day-3-10-things-seen-and-heard
15. ↑  «Àlbum de Krewella».
16. ↑  [enllaç sense format] http://www.youtube.com/watch?v=qc0qPHIWe1c
17. ↑  «Krewella - Chart history». Arxivat de l'original el 2014-05-03. [Consulta: 6 maig 2019].
18. ↑  «Headhunterz & Krewella, 'United Kids of the World' Video: Watch First Here».
19. ↑  «Lights and Thunder».
20. ↑  «Rain Man fora de Krewella per 5 milions de dolars». Arxivat de l'original el 2014-10-04. [Consulta: 6 maig 2019].
21. ↑  «EDM Superstars Krewella Mired In Legal Mess Involving DJ's Newfound Sobriety».